# Amfreville-les-Champs (Eure)
Amfreville-les-Champs è un comune francese di 435 abitanti situato nel dipartimento dell'Eure nella regione della Normandia.

## Società

### Evoluzione demografica
Abitanti censiti